# Thailand Champions Cup 2023
Der Thailand Champions Cup 2023, aus Sponsorengründen auch als Daikin Thailand Champions Cup 2023 bekannt, war die siebte offizielle Ausspielung des Wettbewerbs und wurde am 5. August 2023 zwischen dem thailändischen Meister Buriram United sowie dem Vizemeister Bangkok United, da Buriram auch den FA Cup gewann, ausgetragen. Das Spiel fand im Rajamangala Stadium in Bangkok statt. Bangkok United gewann das Spiel durch die Tore von Willen Mota und Mahmoud Eid mit 2:0.

## Spielstatistik
| Paarung        | Buriram United – Bangkok United |
| Ergebnis       | 0:2 (0:1) |
| Datum          | 5. August 2023 um 18:00 Uhr |
| Stadion        | Rajamangala Stadium, Bangkok |
| Zuschauer      | 10.824 |
| Schiedsrichter | Torpong Somsingha |
| Tore           | 0:1 Willen Mota (8.) 0:2 Mahmoud Eid (50.) |
| Buriram United | Siwarak Tedsungnoen – Theerathon Bunmathan (90.+4 Ratthanakorn Maikami), Narubadin Weerawatnodom (79. Suporn Peenagatapho), Pansa Hemviboon (46. Kim Min-hyeok), Dion Cools – Goran Čaušić, Sasalak Haiprakhon, Peeradon Chamratsamee, Ramil Şeydayev – Supachai Chaided, Lonsana Doumbouya Cheftrainer: Masatada Ishii ( Japan)                           |
| Bangkok United | Patiwat Khammai – Everton, Peerapat Notchaiya (87. Chananan Pombuppha), Nitipong Selanon – Suphan Thongsong, Pokklaw Anan (87. Wisarut Imura), Thitipan Puangchan, Thossawat Limwannasathian (83. Tassanapong Muaddarak), Rungrath Poomchantuek (87. Boontawee Theppawong) – Willen Mota, Mahmoud Eid (74. Wanchai Jarunongkran) Cheftrainer: Tawan Sripan |
| Gelbe Karten   | keine – Thitipan Puangchan (22.), Everton (33.), Mahmoud Eid (54.) |

### Auswechselspieler
| Auswechselspieler | Auswechselspieler |
| --- | --- |
| Buriram United | Bangkok United |
| - Kim Min-hyeok ▲ (46.) - Suporn Peenagatapho ▲ (79.) - Ratthanakorn Maikami ▲ (90.+4) - Paripan Wongsa - Nopphon Lakhonphon - Chitipat Tanklang - Piyawat Petra - Leon James - Arthit Boodjinda | - Wanchai Jarunongkran ▲ (74.) - Tassanapong Muaddarak ▲ (83.) - Wisarut Imura ▲ (87.) - Chananan Pombuppha ▲ (87.) - Boontawee Theppawong ▲ (87.) - Ratchanat Aranpiroj - Warut Mekmusik - Manuel Bihr - Putthinan Wannasri |